# Перепілка-арлекін
Перепілка-арлекін (Coturnix delegorguei) — вид куроподібних птахів родини фазанових (Phasianidae). Поширений в Африці та на Аравійському півострові. Вид названо на честь французького натураліста Адульфа Делегорга, який зібрав типові зразки.

## Поширення
Вид поширений в Африці південніше Сахари, на Мадагаскарі та у Ємені. Населяє відкриті степи, вологі пасовища, багаті деревами савани та низовини, які тимчасово затоплюються. Також іноді займає оброблені землі. Зазвичай зустрічається на висоті нижче 1500 метрів.

## Підвиди
Існує три підвиди:
- C. d. delegorguei Adulphe Delegorgue, Delegorgue, поширений в Африці на південь від Сахари і на Мадагаскарі;
- C. d. histrionica Hartlaub, 1849, ендемік Сан-Томе;
- C. d. arabica Bannerman, 1929, ендемік південних районів Аравії.

## Опис
Довжина тіла 16–19 см, маса тіла самців — 49–81 г, самиць — 63–94 г. Самці відрізняються надзвичайно характерним поєднанням чорно-білого малюнка на голові, чорних грудей і каштанових боків тіла. Самиці дуже нагадують самиць звичайних перепелів, але їх можна відрізнити, дивлячись на крила особини, яку тримаєте в руці — зовнішні пір'я першого порядку не мають смуг.
Представники окремих підвидів відрізняються переважно відтінком окремих частин оперення. Представники C. d. arabica в основному світліші, а C. d. histrionica — темніші за представників номінального підвиду. Райдужка червоно-коричнева або каштанова. Дзьоб у самців чорнуватий, у самиць коричневий з жовтою основою. Ноги від світлих, коричневих до світло-рожевих кольорів.